# Gulrukhbegim Tokhirjonova
Gulrukhbegim Tokhirjonova (16 juli 1999) is een Oezbeeks-Amerikaanse schaakster. Ze is sinds 2016 een grootmeester bij de vrouwen (WGM).

## Schaakcarrière
In 2011 won Gulrukhbegim Tokhirjonova, die als roepnaam Begim heeft, de bronzen medaille op het wereldkampioenschap schaken voor jeugd in de categorie tot 12 jaar. In 2015 won ze het Aziatisch schaakkampioenschap voor meisjes in de categorie tot 20 jaar. In 2017 werd ze tweede op het Aziatisch Zonetoernooi 3.4, gewonnen door Dinara Saduakassova, en kwalificeerde zich voor het wereldkampioenschap schaken voor vrouwen 2018. In 2018 won Gulrukhbegim Tokhirjonova het Oezbeeks schaakkampioenschap voor vrouwen.
In 2015 kreeg ze de titel FIDE internationaal meester bij de vrouwen (WIM), een jaar later de titel FIDE grootmeester bij de vrouwen (WGM). 
In januari 2019 was haar Elo-rating 2446. 
In de herfst van 2019, ging Tokhirjonova studeren aan de Universiteit van Missouri, waar ze lid werd van het schaakteam en bedrijfskunde studeert met de nadruk op marketing.
Tokhirjonova werd in 2020 tweede op het vrouwentoernooi van het online kampioenschap rapidschaak en blitzschaak voor universiteiten in de Verenigde Statyen. In oktober 2021 werd ze tweede op het vrouwenkampioenschap schaken van de Verenigde Staten, achter Carissa Yip.
In mei 2022 werd ze vierde bij de eerste Amerika-Cup, een toernooi met dubbel-eliminatie format, na in de kampioensronde te zijn uitgeschakeld door Irina Krush, en in de eliminatieronde door Tatev Abrahamyan.

## Schaakteams
Tokhirjonova nam met het Oezbeekse vrouwenteam deel aan Schaakolympiades:
- in 2016, aan het tweede bord op de 42e Schaakolympiade in Bakoe (+2 =3 −3)[11]
- in 2018, aan het eerste bord op de 43e Schaakolympiade in Batoemi (+7 =3 −1)[12]

Tokhirjonova maakte deel uit van het Amerikaans vrouwenteam bij de 44e Schaakolympiade in 2022; het team eindigde als vierde.

## Externe koppelingen
- (en)   Informatie over schaakpartijen van Gulrukhbegim Tokhirjonova op ChessGames.com
- (en)   Informatie over schaakpartijen van Gulrukhbegim Tokhirjonova op 365chess.com
- (en)  FIDE-ratinggegevens voor Gulrukhbegim Tokhirjonova